# The Afterlove
The Afterlove est le 5e album studio de James Blunt sorti le 24 mars 2017. Le premier single est Love Me Better.

## Contexte
Le 23 janvier 2017, Blunt a posté un clip vidéo sur son Twitter pour annoncer l'album, avec la légende « Check out my 12 inch... ». Dans le clip, Blunt est apparu nu dans sa baignoire, promettant de montrer aux fans « Quelque chose d'énorme », avec l'appareil photo qui lui est ensuite apparu tenant une copie de l'album. Blunt a enregistré l'album entre 2015 et 2016 avant qu'il ait été fini au début de 2017.

## Réception critique
Au Metacritic, qui attribue une note normalisée sur 100 aux critiques des critiques traditionnels, The Afterlove a reçu un score de 54 sur la base de 4 avis. Neil Z. Yeung d'AllMusic a donné à l'album un commentaire positif de quatre étoiles, écrivant : « The Afterlove est une offre courageuse pour la pertinence contemporaine en 2017, un pas merveilleux en dehors de sa zone de confort (Blunt) qui est plus mémorable et excitante que beaucoup de sa production cette décennie ». Ludovic Hunter-Tilney du Financial Times a également donné un avis positif à trois étoiles et a qualifié les chansons de « soigneusement structurées », avec « des mélodies attrayantes, une production de pop-charts tendance et des collaborateurs de liste A (y compris Ed Sheeran) qui attestent la puissance musicale de Blunt ».
Richard Godwin, du London Evening Standard a donné un avis mitigé donnant deux étoiles, résumant que « l'auteur-compositeur-interprète autoproclamé n'a pas perdu son sentiment » et que l'album « trouve l'ancien soldat en train de rénover sa ballade au moyen de un filtre R'n'B et quelques astuces apprises de son label-mate : utilisation judicieuse de l'auto-tune, des grooves de guitare agités et de l'honnêteté désarmante ». Godwin a également appelé « Bartender » « plus attrayant que le rhume ». Rachel Aroesti du journal The Guardian a donné une critique négative à deux étoiles, qualifiant l'album de « légèrement désespéré et activement risible ». Bien qu'étiquetant les paroles « inoffensives », Aroesti a également écrit que « Blunt a adopté une version édulcorée de la house music tropical idiote de Justin Bieber, qui a le goût d'un désir de rester à la marge des listes de lecture de Radio 1 et dans les soirées étudiantes incognitos, mais sert seulement à mettre en évidence la façon dont le son est devenu irritant » (sic).

## Performance commerciale
En France, l'album démarra numéro 8 avec 4 300 unités, soit nettement moins qu'en octobre 2013 avec 13 900 exemplaires à l'époque. Les ventes sont également décevantes aux États-Unis car il ne commença seulement au numéro 177 et resta seulement une semaine dans le classement, là où en 2013 il commençait à la vingtième position. L'album démarra dans le top 5 en Hongrie, en Suisse et en Écosse, dans le top 10 en Allemagne, en France, au Royaume-Uni, au Canada, en Australie, en Autriche, en Irlande, en Belgique (Wallonie).
L'album est certifié disque d'argent au Royaume-Uni pour 60 000 ventes.

## Liste des pistes
| 1.      | Love Me Better           | James BluntRyan TedderZach Skelton                                                                   | 3:38 |
| 2.      | Bartender                | Blunt, Teddy Geiger, Steph Jones, Daniel Parker                                                      | 3:13 |
| 3.      | Lose My Number           | Blunt, Tedder, Skelton                                                                               | 3:28 |
| 4.      | Don't Give My Those Eyes | Blunt, Maureen McDonald, Stephan Moccio                                                              | 4:04 |
| 5.      | Someone Singing Along    | Blunt, Steve Robson, Emily Warren                                                                    | 3:33 |
| 6.      | California               | Blunt, McDonald, Moccia                                                                              | 3:20 |
| 7.      | Make Me Better           | Blunt, Johnny McDaid, Ed Sheehan                                                                     | 3:52 |
| 8.      | Time Of Our Life         | Blunt, Sheeran, Tedder                                                                               |      |
| 9.      | Heartbeat                | Blunt, Michael Daley, Harvey Mason, Adonis Shropshire, Michael Smith, Damon Thomas, Dewain Whoitmore | 3:21 |
| 36 : 31 |                          | |      |

## Classement hebdomadaire
| Pays                                       | Meilleure position |
| ------------------------------------------ | ------------------ |
| Allemagne (Offizielle Top 100)             | 6                  |
| Australie (ARIA)                           | 7                  |
| Autriche (Ö3 Austria)                      | 7                  |
| Belgique (Ultratop Flanders)               | 17                 |
| Belgique (Ultratop Wallonia)               | 8                  |
| Canada (Billboard)                         | 6                  |
| Écosse (OCC)                               | 4                  |
| Espagne (PROMUSICAE)                       | 19                 |
| France (SNEP)                              | 8                  |
| Hongrie (MAHASZ)                           | 4                  |
| Irlande (Irish Recorded Music Association) | 7                  |
| Italie (FIMI)                              | 10                 |
| Nouvelle-Zélande (RMNZ)                    | 13                 |
| Pays-Bas (MegaCharts)                      | 10                 |
| Suisse (Schweizer Hitparade)               | 4                  |
| Royaume-Uni (OCC)                          | 6                  |
| États-Unis (Billboard 200)                 | 177                |

## Certifications et Ventes
| Pays        | Certification | Unités certifiées |
| ----------- | ------------- | ----------------- |
| Royaume-Uni | Argent        | 60 000            |
| États-Unis  | Aucune        | 10 000            |
| France      | Aucune        | 20 000            |
| Monde       |               | 270 000           |